# Franciszek Ochmański
Franciszek Ochmański (ur. 11 września 1903, zm. 13 marca 1972) – polski robotnik, poseł na Sejm PRL I kadencji.

## Życiorys
Pracował na stanowisku brygadzisty w Fabryce Celulozy i Papieru we Włocławku Został członkiem Polskiej Zjednoczonej Partii Robotniczej. W 1952 uzyskał mandat posła na Sejm PRL I kadencji w okręgu Włocławek, w parlamencie pracował w Komisji Obrotu Towarowego.
Odznaczony Srebrnym Krzyżem Zasługi (1951).
Pochowany na cmentarzu komunalnym we Włocławku.